# شاخه‌های میکروبیولوژی

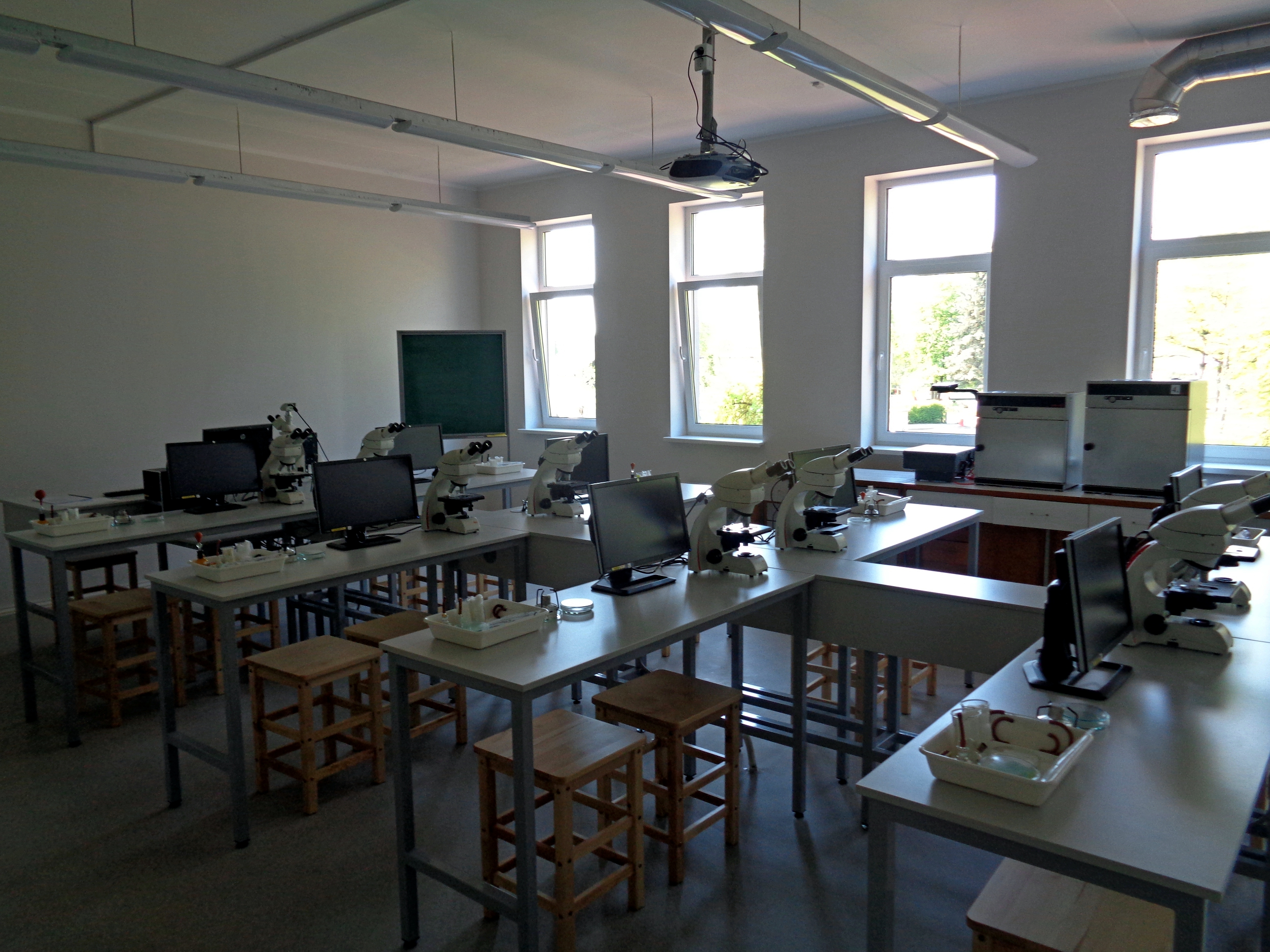
آزمایشگاه میکروبیولوژی غذایی در دانشکده فناوری غذایی، دانشگاه علوم و فنون لاتویا.

شاخه‌های میکروبیولوژی را می‌توان به علوم محض و کاربردی دسته‌بندی کرد. همچنین میکروبیولوژی را می‌توان براساس تاکسونومی هم، در مواردی چون باکتریولوژی، میکولوژی، پروتوزولوژی و فیکولوژی دسته‌بندی کرد. همپوشانی چشمگیری میان شاخه‌های خاصی از میکروبیولوژی با یکدیگر و دیگر شاخه‌ها وجود دارد، و برخی از جنبه‌های این شاخه ها را می‌توان فراتر از دیدگاه سنتی از میکروبیولوژی گسترش داد. درکل، رشته میکروبیولوژی را می‌توان به شاخه‌ای بنیادی‌تر (میکروبیولوژی محض) و میکروبیولوژی کاربردی (بیوتکنولوژی) دسته‌بندی کرد. در شاخه محض‌تر، جانداران را به خودی خود، در سطحی عمیق‌تر (نظری) مورد مطالعه قرار می‌دهند. میکروبیولوژی کاربردی، اشاره به شاخه‌هایی دارد که میکروارگانیسم‌ها (ریزاندامگان) را در فرایندهای ویژه‌ای چون تخمیر مورد استفاده قرار می‌دهند. بنابراین در میکروبیولوژی کاربردی، اغلب خود جانداران، به خودی خود مورد مطالعه قرار نمی‌گیرند، بلکه کاربردهایشان را مطالعه می‌کنند.

## میکروبیولوژی محض
- باکتریولوژی (باکتری‌شناسی)
- میکولوژی (قارچ‌شناسی)
- پروتوزولوژی (پروتوزوئا شناسی)
- فیکولوژی یا آلگولوژی (جلبک‌شناسی)
- ایمونولوژی (ایمنی‌شناسی)
- ویرولوژی (ویروس‌شناسی)
- نماتدلوژی (نماتدشناسی)
- فیلوژنی (درخت تبارزایی)
- میکروبیولوژی مولکولی

### سایر
- میکروبیولوژی فضایی
- عامل زیستی
- میکروبیولوژی نانو
- میکروبیولوژی پیشگویانه

## میکروبیولوژی کاربردی
- میکروبیولوژی پزشکی
- میکروبیولوژی دارویی: مواد دارویی موادی هستند که برای درمان بیماری‌های عفونی یا جلوگیری از وقوع بیماری بکار می‌روند. این مواد معمولاً از باکتری ها و قارچ ها بدست می‌آیند و اخیراً برخی از آن‌ها را در کارخانجات می‌سازند. از مواد شیمیایی هنگامی می‌توان برای درمان بیماری‌های عفونی استفاده کرد که دارای اثر سمی انتخابی باشند. یعنی ضمن متوقف کردن رشد یا نابودی عامل مولد بیماری، به سلول میزبان آسیبی نرسانند. علاوه بر سمیت انتخابی، داروها باید بتوانند به داخل بافت‌ها و سلول‌های میزبان نفوذکننده و تغییری در مکانیزم دفاعی طبیعی میزبان به وجود نیاورند. از عوامل ضد میکروبی می‌توان به آنتی‌بیوتیک ها اشاره کرد.
- میکروبیولوژی صنعتی
- بیوتکنولوژی میکروبی
- میکروبیولوژی غذایی: میکروارگانیسم‌ها تغییرات مطلوب و نامطلوب در مواد غذایی پدیدمی‌آورند؛ و از طرف دیگر تهیه بسیاری از فراورده‌های غذایی بدون کمک میکروارگانیسم‌ها، امکان‌پذیر نیست. مانند کلم شور، زیتون رسیده و پنیر. اسیدهای حاصل توسط میکروارگانیسم‌ها و اضافه کردن آن‌ها به مواد غذیی مانند خیار شور آن‌ها را از گزند میکروارگانیسم‌های نامطلوب حفظ می‌کند. این بخش از میکروبیولوژی، امروزه کاربرد زیادی دارد.
- میکروبیولوژی کشاورزی:
  - میکروبیولوژی گیاه:
  - میکروبیولوژی خاک: خاک یکی از مکان‌های عمده ریزاندامگان ها (میکروارگانیسم‌ها) محسوب می‌شود. فراوان ترین ریزاندامگان در خاک، باکتری‌ها هستند. خاک باغچه در هر گرم محتوی میلیون‌ها باکتری است. در جاهای عمیق تعداد آن‌ها کاهش می‌یابد. قارچ‌ها به تعداد کمتر از باکتری‌ها در خاک یافت می‌شوند. شاید مهم‌ترین نقش میکروارگانیسم‌های خاک، شرکت آن‌ها در چرخه‌های بیو- ژئوشیمیایی است که به گردش برخی عناصر شیمیایی در طبیعت کمک کرده و آن‌ها را قابل مصرف می‌سازد. میکروب‌شناسان در این زمینه پژوهش‌های زیادی انجام داده‌اند. خاک دارای باکتری‌های تثبیت‌کنندهً ازت می‌باشد که از جمله می‌توان به ازتوباکتر و نیتروزموناس اشاره کرد. خاک همچنین حاوی میکروب‌های بیماری‌زا است که عامل بیماری کزاز یعنی کلستریدیوم تتانی یکی از آن‌هاست.
- میکروبیولوژی دامپزشکی
- میکروبیولوژی محیطی: به بررسی عوامل محیطی اطراف ما از جمله محیط زیست می‌پردازد. به بررسی چگونگی اثر آلاینده‌ها بر بدن جانداران
- میکروبیولوژی آب: ریزاندامگان‌ها (میکروارگانیسم‌ها) و فعالیت آن‌ها در آب‌های طبیعی نظیر دریاچه‌ها، برکه‌ها، رودخانه‌ها و دریاها مورد مطالعه قرار می‌گیرد؛ و میکروارگانیسم‌های مفید و مضر برای انسان و سایر جانداران شناسایی می‌شوند.
- میکروبیولوژی هوا
- زیست‌فناوری